# Gypsophila stevenii
Gypsophila stevenii är en nejlikväxtart som beskrevs av Fisch. och Franz von Paula Schrank. Gypsophila stevenii ingår i släktet slöjor, och familjen nejlikväxter. Inga underarter finns listade i Catalogue of Life.